# Formatie van Souvré
De Formatie van Souvré is een geologische formatie uit het Carboon in de ondergrond van België en aansluitende gebieden in Nederlands Limburg en Brabant. Deze formatie bestaat uit donkere verkiezelde schalie (schiefer) en kalksteen. Ze komt voor in de ondergrond van het Kempens Bekken. De formatie dagzoomt in een klein gebied rondom Wezet (Visé) tussen Luik en Maastricht. De Formatie van Souvré is genoemd naar het gehucht Souvré.

## Beschrijving
De Formatie van Souvré bestaat uit een onderste deel van verkiezelde, dun gelaagde dolosteen en een bovenste deel van verkiezelde schalie ("phtaniet"), kalksteen en dolosteen, ook dun gelaagd.
Ze is rond de 13 meter dik in de groeves bij Wezet, waar ze dagzoomt. Deze dikte neemt in het Kempens Bekken echter snel toe noordwaarts. In een boring bij Geverik is ze 65 meter dik. In het westen van het Kempens Bekken lijkt de dikte geleidelijk af te nemen. Het dikteverschil is vooral het gevolg van erosie aan het einde van het Dinantiaan als gevolg van de Hercynische gebergtevorming en sluiting van het Rhenohercynisch Bekken door noordwaartse overschuivingen. Afzettingen van de zee kwamen boven water te liggen zodat er erosie optrad.

## Voorkomen en stratigrafie
De Formatie van Souvré vertegenwoordigt in het oosten van België de overgang tussen de massieve kalksteenafzettingen van de Kolenkalk uit het Dinantiaan (Onder-Carboon), en de paralische, siliciclastische afzettingen van de Steenkoolgroep uit het Silesiaan (Boven-Carboon). De formatie overbrugt qua ouderdom mogelijk de grens tussen het Dinantiaan (etage Viséaan, subetages Warnantiaan en Asbiaan) en Silesiaan (etage Namuriaan/Serpukhoviaan, subetage Pendleiaan). Ze is daarmee ongeveer 330 tot 325 miljoen jaar oud.
De formatie ligt discordant bovenop de Formaties van Visé, Loenhout of Goeree. Deze formaties vertegenwoordigen de ondiep mariene kalksteen van de Kolenkalk. De formatie van Souvré ligt eveneens met een kleine discordantie onder de Formatie van Chokier (klei en siltsteen uit de Steenkoolgroep).
De Formatie van Souvré is lateraal correleerbaar met de Formatie van Gottignies in het Synclinorium van Namen.